# Czermna
Czermna (deutsch: Tscherbeney, 1525–1937 auch Deutsch Tscherbeney, 1937–1945: Grenzeck; tschechisch Německá Čermná; später auch: Veliká Čermná) ist ein Ortsteil der Stadtgemeinde Kudowa-Zdrój (Bad Kudowa) im Powiat Kłodzki in der Woiwodschaft Niederschlesien in Polen. Bis 1674 bildete es eine Einheit mit dem jenseits der Grenze zu Tschechien liegenden Malá Čermná (Kleintscherbeney). Nach dem Übergang an Preußen 1763 gehörte es zusammen mit mehreren Dörfern zum sogenannten Böhmischen Winkel.

## Geographie

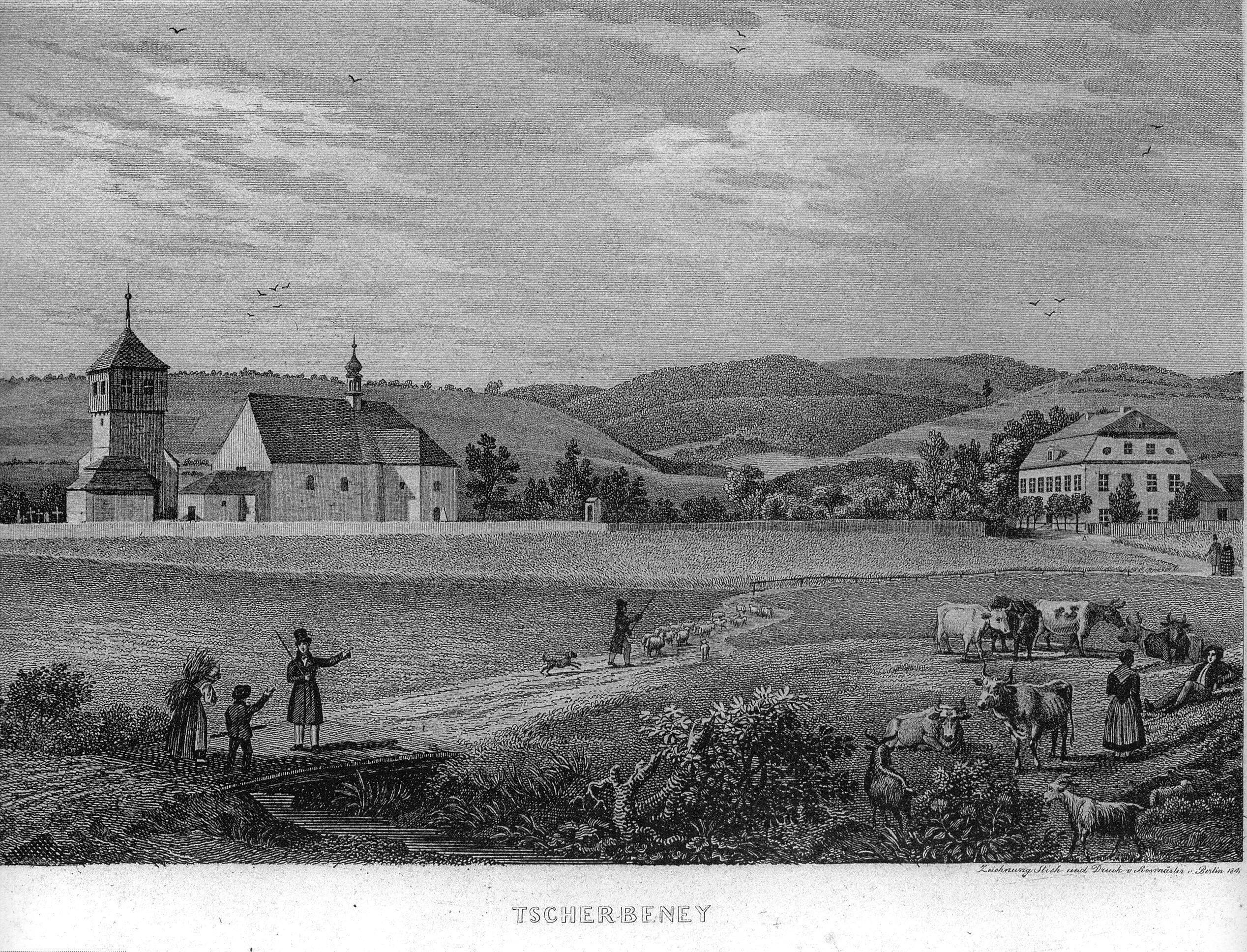
Tscherbeney: Kirche und Pfarrhaus

Czermna liegt einen Kilometer nördlich des Stadtzentrums von Kudowa-Zdrój im Tal der Czermnica (Tscherbeneyer Bach), der in den zum Heuscheuergebirge gehörenden Wilden Löchern (Błędne Skały) entspringt, sich jenseits der Landesgrenze bei Brné mit der Brlenka vereint und südlich von Velké Poříčí (Groß Poritsch) in die Metuje (Mettau) mündet. Das typische Langdorf erstreckt sich über fünf Kilometer entlang der tschechischen Grenze. Es ist im unteren Teil dicht besiedelt und steigt in einer breiten Mulde allmählich an. Weiter oben wird das Tal durch einen tiefen Einschnitt zwischen zwei Bergen – dem Schweinsrücken (polnisch Świni Grzbiet) im Osten und dem Efeuberg (Bluszczowa) im Westen – geteilt. Hier beginnt das dünner besiedelte Oberdorf. Das engere Tal gehört durch seine bergige Landschaft zu einem der schönsten dieser Umgebung.
Im Unterdorf besteht ein Grenzübergang für den kleinen Grenzverkehr in das angrenzende Malá Čermná (Kleintschermna), einen Ortsteil von Hronov, über den auch die Radwanderweg Heuscheuergebirge führt. Kurpark und Kurteich von Kudowa-Zdrój schließen an das Unterdorf unmittelbar an.

## Geschichte
Das spätere Tscherbeney gehörte bis 1477 zum altböhmischen Königgrätzer Kreis. Zusammen mit Machau und den Enklaven Zbečník (Sbetschnik) und Rokytník (Roketnik) gehörte es zur Herrschaft Machau, die im Besitz der Vladiken des Adersbacher Zweiges der Berka von Dubá war. Erstmals erwähnt wurde es 1354 in den Konfirmationsbüchern des Erzbistums Prag, zu dessen Sprengel es gehörte. In diesem Jahr wurde der Pfarrer von Machau durch den (namentlich nicht bekannten) „plebanus de Czrmney“ in sein Amt eingeführt. Aus der Tatsache, dass der Ort schon eine Kirche und einen Pfarrer hatte, kann geschlossen werden, dass er zu dieser Zeit eine regionale Bedeutung hatte und seine Gründung vermutlich schon in der zweiten Hälfte des 13. Jahrhunderts erfolgt war. Zusammen mit 36 weiteren Pfarreien gehörte es zum kirchlichen Dekanat im ostböhmischen Dobruška, das dem Königgrätzer Archidiakonat unterstand.
Da schon in frühester Zeit auf dem Dorfgebiet zwei Lehnsgüter bestanden, die zeitweise unterschiedliche Besitzer hatten, wurden die Pfarrer häufig durch zwei Patrone präsentiert: Nach dem Tod des Pfarrers Racek präsentierte am 28. November 1359 Johann von Adersbach (Hanuš z Adršpachu) den Pfarrer Nikolaus („Nicolaus, presbyter de Budina“), der vom Hronower Pfarrer Jakob Mauritz eingeführt wurde. Pfarrer Nikolaus tauschte 1363 mit Zustimmung der Patrone Johann/Jan und Leo/Lév seine Stelle in „Czirmna“ mit dem Pfarrer Johann aus Řetová (Ritouia) im Bistum Leitomischl. Nachfolger wurde 1364 mit Zustimmung der Patrone Johann/Jan und Zawisch/Záviš von Adersbach Johann von Vidonice (Jan z Vidonic), der vom Dekan von Dobruška eingeführt wurde. 1378 tauschte Pfarrer Johann sein Amt mit Zustimmung der Patrone Johann von Dubá und Leo von Adersbach sowie des Vznata von Skuhrov mit dem Pfarrer Ulrich/Oldřich von Richemberg. Nach dem Tod des Pfarrers Hynčík 1401 präsentierte der damalige Besitzer der Herrschaft Nachod Jetřich (Dietrich) von Janowitz, als Pfarrer von „Czrmpna“ den Przibisko aus Cowacz (Přibík z Kovač), dem 1404 Wenzel/Václav, Sohn des Paulus von Náchod (Venceslaus natus Pauli) folgte. Während der Hussitenkriege erlosch die Pfarrei.
Zusammen mit Machau gelangte Tscherbeney vermutlich 1405 an die Herrschaft Nachod. 1477 gliederte Herzog Heinrich d. Ä., dem seit 1472 die Herrschaften Nachod und Hummel sowie die Grafschaft Glatz gehörten, das gesamte Kirchspiel Tscherbeney, zu dem damals die Dörfer Straußeney, Bukowine, Jakobowitz und Lipoltov (das spätere Kudowa) gehörten, in die Herrschaft Hummel ein. Im gleichen Jahr inkorporierte Herzog Heinrich d. Ä. die Herrschaft Hummel in seine Grafschaft Glatz ein. Zugleich übertrug er die Herrschaft Hummel 1477 seinem Anhänger, dem sächsischen Adeligen Hildebrand von Kauffung als ein erbliches Lehen. Unter den in dem entsprechenden Dokument vom 12. Juni genannten Städtchen und Dörfern, die damals zur Herrschaft Hummel gehörten, wird auch „Črmna“ «mit Ausnahme der beiden Lehen, die Wir zur Herrschaft Nachod überführt haben» („kromě dvého manstvie v též vsi, kteréž jsmy k Náchodu obrátili“) aufgeführt. Da das Land wegen der Hussitenkriege teilweise entvölkert war, wurde vermutlich unter Hildebrand von Kauffung die bis dahin unmittelbar zum Königreich Böhmen gehörende Herrschaft Hummel und damit auch Tscherbeney, vermehrt mit Deutschen besiedelt. Vermutlich deshalb ist bereits für das Jahr 1525 die Ortsbezeichnung «Deutsch-Tscherbeney» belegt.
Die 1477 unter Herzog Heinrich d. Ä. bei der Herrschaft Nachod verbliebenen Lehensgüter von Tscherbeney wurden an Vasallen vergeben, die zum niederen Adel gehörten. Sie waren verpflichtet, im Notfall Dienst zu Fuß mit der Armbrust und mit einer für einen Schützen geeigneten Rüstung auf der Burg Náchod zu leisten, wo ihnen wie den Burgbediensteten das Recht der Verpflegung zustand. Die den Lehensnehmern ehemals gewährten Privilegien wurden 1477 bestätigt. Die beiden auf Tscherbeneyer Gebiet liegenden Lehen waren:
- Das erste Lehnsgut war ein Vorwerk (poplužní dvůr), das vermutlich schon in der ersten Hälfte des 14. Jahrhunderts bestand. Seine genaue Lage ist bis heute nicht bekannt. Es wird jedoch angenommen, dass es sich an der Stelle oberhalb der Kirche befand, an der Anfang des 19. Jahrhunderts das einstöckige Pfarrhaus mit Mansarddach errichtet wurde.[6] Zu diesem Lehnsgut gehörten 1,5 Hufen Wald, sechs Ruten Wüstung, sechs Untergebene sowie das Kirchenpatronat. Seit 1447 gehörte dieses Lehen den Nachkommen des Tamchyn von Doubrawitz und war 1456 im Besitz des Nachoder Hauptmanns Wenzel/Václav Vrtimák von Rokytník, der 1465 im ältesten Stadtbuch von Náchod als königlicher Junker mit Sitz in Tscherbeney („zeman královy milosti seděním v Čermné“) bezeichnet wird. Ihm folgte Rafuš von Všestary (Rafuš z Všestar)[7], der 1496 sein Lehnsgut mit allem Zubehör dem Hildebrand von Kauffung verkaufte. Herzog Heinrich d. Ä. hatte den Verkauf bereits am 6. April 1496 auf seinem Glatzer Schloss genehmigt und zugleich eingewilligt, dass dieses Gut von der Herrschaft Nachod gelöst und ebenfalls der Herrschaft Hummel eingegliedert wird.[8]

- Das zweite Lehnsgut war ein kleiner Rittersitz. Es war ein Erblehen, das als „Hartwig“ (Hartvík) bzw. „Černík“ und von 1525 bis 1674 auch als „Malá Německá Čermná“ bezeichnet wurde. Es bestand aus einer Feste (Tvrziště, auch Tvrdiště) und lag im südlichen Teil von Tscherbeney, dem späteren Kleintscherma. Dieses Lehngut war in der zweiten Hälfte des 15. Jahrhunderts im Besitz des Ernst/Arnošt von Krawa. Ihm folgte Georg/Jiřík von Všestary, von dem es auf dessen Söhne Rafuš und Alexius/Aleš überging. Wie sich aus einer Urkunde vom 2. Juni 1477 ergibt, verkauften sie die Feste an Herzog Heinrich d. Ä. auf Náchod, der darauf einen Freihof errichtete, zu dem u. a. Äcker, Wiesen, Wälder und Teiche sowie alles, was ursprünglich im Besitz der Feste war, gehörte. Nachfolgend vergab er es als Erblehen seinem Diener Simon Sudlitz von Žernov. Er bekleidete von 1474 bis 1480 das Amt des Náchoder Burggrafen und 1491/1500 des Burghauptmanns. Dessen Tscherbeneyer Lehngut Černík bzw. Hartwig ist in einem Eintrag der Landtafel aus dem Jahre 1500 enthalten. 1513 erbte es Jan, ein Sohn des Simon Sudlitz, der seinem Bruder Jakob/Jakub eine Feste mit einem Hof sowie das wüste Dorf Passendorf überließ, das seit 1494 mit diesem Lehngut verbunden war. Am 25. Januar 1525 verkaufte Jakob von Sudlitz dieses Lehngut sowie Passendorf dem Besitzer der Herrschaft Nachod, Johann Špetle von Pruditz (Jan Špetle z Prudic a ze Žlebů), der das erworbene Gut seinem Burghauptmann Tobias Slansky von Doubrawitz (Tobiáš Slanský z Doubravic) schenkte und es zugleich emphyteutisch umsetzte. 1544 erbte es dessen Sohn Bohuslav Slansky von Doubrawitz. 1592 war der Černík-Hof in der Hand des Vladiken Wenzel/Václav Amcha von Borovnice auf Deutsch-Tscherbeney, der ein Verwandter des Bohuslav von Doubrawitz war. Ende des 16. Jahrhunderts war dieses Gut im Besitz der Sendražský von Sendražice. 1653 verkaufte es Bohuslav Adam von Sendražice dem Heinrich von Bubna, von dem es 1667 der Ritter Karl Christoph von Ullersdorf (Karel Kryštof z Ullersdorfu) erwarb. Erst mit dem Erwerb des Freihofs bzw. Rittersitzes Černík/Hartwig („svobodný dvůr nebo rytířské sidlo zvané Hartvik“) durch die Stadt Náchod im Jahre 1674 entstand das eigenständige Dorf Kleintscherma bzw. Malá Čermná, das nun politisch nicht mehr zur Grafschaft Glatz gehörte.

Ab 1541 war die Herrschaft Hummel und damit auch Tscherbeney im Besitz des Johann von Pernstein. Um diese Zeit muss die Herrschaft Tscherbeney, zu der die Dörfer Deutsch-Tscherbeney, Straußeney, Bukowine, Jakobowitz sowie das spätere Bad Kudowa gehörten, von der Herrschaft Hummel, die sich in Auflösung befand und bald danach Kammergut wurde, gelöst worden sein. Das ergibt sich aus einer erst unlängst in Breslau aufgefundenen Urkunde, mit der am 1. Dezember 1551 Kaiser Ferdinand I. in seiner Eigenschaft als König von Böhmen bestätigte, dass der 1548 verstorbene Johann von Pernstein als Pfandherr der Herrschaft Hummel dem Heinrich Přepyšsky von Richemberg (Jindřich Přepyšský z Rychemberka) das Dorf «Deutsch-Tscherbeney» mit einigen Dörfern geschenkt und diese dann seiner Grafschaft Glatz, deren Pfandherr er seit 1537 war, inkorporiert habe. Vermutlich besaßen die Přepyšsky von Richemberg die Herrschaft Tscherbeney bis zum Verkauf an die protestantischen Herren von Stubenberg, die es ihrer Herrschaft Neustadt an der Mettau inkorporierten. Jedenfalls wurde Tscherbeney ab den 1590er Jahren von Neustadt aus verwaltet. Da die Untertanen die Religion ihrer Herrschaft annehmen mussten, diente die Kirche von Tscherbeney nunmehr als evangelisches Gotteshaus.
Nach der Schlacht am Weißen Berge wurden die Stubenberger wegen ihrer Beteiligung am Böhmischen Ständeaufstand enteignet. Ihre Besitzungen gingen für kurze Zeit an Albrecht Wallenstein, der sie seinem Schwager Adam Erdmann Graf Trčka verkaufte. Dieser gründete auf Tscherbeneyer Fluren das spätere Bad Kudowa (Lázně Chudoba), dessen Sauerbrunnen seit 1580 bekannt waren. Nach 1622 kam es sowohl in Böhmen als auch in der Grafschaft Glatz zu einer umfassenden Rekatholisierung und Tscherbeney wurde Filialkirche der katholischen Pfarrei Neustadt an der Mettau. Nach Trčkas Tod 1634 in Eger wurde der kaiserliche Feldmarschall Walter Leslie Besitzer von Neustadt und damit auch der Gutsherrschaft Tscherbeney. Nach der Berní rula von 1653 bestand Tscherbeney damals aus 10 Bauern, drei Chalupnern und 21 Gärtnern. Die Kontribution wurde an die Grafschaft Glatz abgeführt.
1664 kam Tscherbeney wegen seiner kirchlichen Zugehörigkeit zum böhmischen Neustadt an das im Zuge der Gegenreformation neu gegründete Bistum Königgrätz. Im selben Jahr wurde das älteste Tscherbeneyer Kirchenbuch mit Tauf- und Sterbematrikeln angelegt. Der Königgrätzer Bischof Johann Joseph Wratislaw von Mitrowitz erhob 1738 Tscherbeney wieder zu einer selbständigen Pfarrei, zu der auch die Ortschaften Kudowa, Straußeney mit Bukowine, Jakobowitz und die böhmischen Dörfer Žďárky und Malá Čermná gehörten. Nachdem die Grafschaft Glatz nach dem Ersten Schlesischen Krieg 1742 und endgültig nach dem Hubertusburger Frieden 1763 an Preußen gefallen war, wurden zwei Jahre später auch die kirchlichen Verhältnisse den politischen Grenzen angepasst. Tscherbeney wurde aus dem Bistum Königgrätz ausgegliedert und dem Dekanat Glatz zugewiesen. Damit gehörte es ab diesem Zeitpunkt wiederum zum Erzbistum Prag. Im Jahre 1780 wurden die ebenfalls in der Grafschaft Glatz liegenden Dörfer Schlaney und Brzesowie, die bis dahin zur Pfarrei St. Laurentius in Náchod gehörten, der Pfarrei Tscherbeney zugewiesen und die Dörfer Ždarky und Malá Čermná in die böhmische Pfarrei Hronov umgegliedert.
1785 verkauften die Grafen Leslie die Gutsherrschaft Tscherbeney an Michael von Stillfried auf Neurode. Nach der Neugliederung Preußens gehörte Tscherbeney seit 1815 zur Provinz Schlesien und war ab 1816 dem Landkreis Glatz eingegliedert, mit dem es bis 1945 verbunden blieb. Während der Napoleonischen Kriege wohnte vom 9. bis 29. Juni 1813 Friedrich Wilhelm III. im Tscherbeneyer Pfarrhaus. Unter Mitwirkung von August Neidhardt von Gneisenau und Ernst Moritz Arndt führte er hier vorbereitende Gespräche für das antinapoleonische Militärbündnis mit Russland und Österreich und nahm zeitweise auch an den Verhandlungen auf Schloss Opočno teil. 
1819 erwarben die Brüder Adolf Sigismund († 1847) und Friedrich Wilhelm von Götzen d. J die Herrschaft Tscherbeney. Da beide ohne Nachkommen starben, erbte deren Neffe Anton Graf von Magnis die Besitzungen. Er verkaufte den Besitz bald weiter, und es folgten in kurzen Abständen verschiedene Eigentümer. 1857 übernahm Clemens von Mengersen die Herrschaft Tscherbeney. Da er auch das Kirchenpatronat innehatte, spendete er 500 Taler für den Erweiterungsbau der Pfarrkirche. 1863 war Tscherbeney im Besitz des Eduard von Kramsta, dem Freiherr von Otterstedt folgte. Er verkaufte 1873 die Herrschaft Tscherbeney, der er nun Kudowa ausgliederte, das er für sich behielt. 1874 wurde der Amtsbezirk Tscherbeney gebildet, zu dem die Landgemeinden Straußeney und Tscherbeney sowie der gleichnamige Gutsbezirk gehörten.
Während der Zeit des Nationalsozialismus wurde 1937 Tscherbeney in Grenzeck umbenannt. Als Folge des Zweiten Weltkriegs fiel Tscherbeney/Grenzeck 1945 wie fast ganz Schlesien an Polen und wurde zunächst in Czerwone und später in Czermna umbenannt. Die deutsche Bevölkerung wurde zum größten Teil vertrieben. Schon vorher waren zahlreiche Bewohner über die nahe Grenze in die Tschechoslowakei geflohen. Die neuen Siedler waren ihrerseits zum Teil Heimatvertriebene aus Ostpolen, das an die Sowjetunion gefallen war. In den 1950er Jahren wurde Czermna nach Kudowa-Zdrój eingemeindet.
1993 wurde von Einwohnern von Czermna, von Tschechen aus Hronov, Žďárky und Malá Čermná sowie von Deutschen aus Aachen ein Projekt zur Völkerverständigung und -begegnung begonnen. Aus dieser Initiative entstanden 1994 die Jugendbegegnungsstätte „Marzanka“ und 1999 das „Denkmal der drei Kulturen“.

## Sehenswürdigkeiten

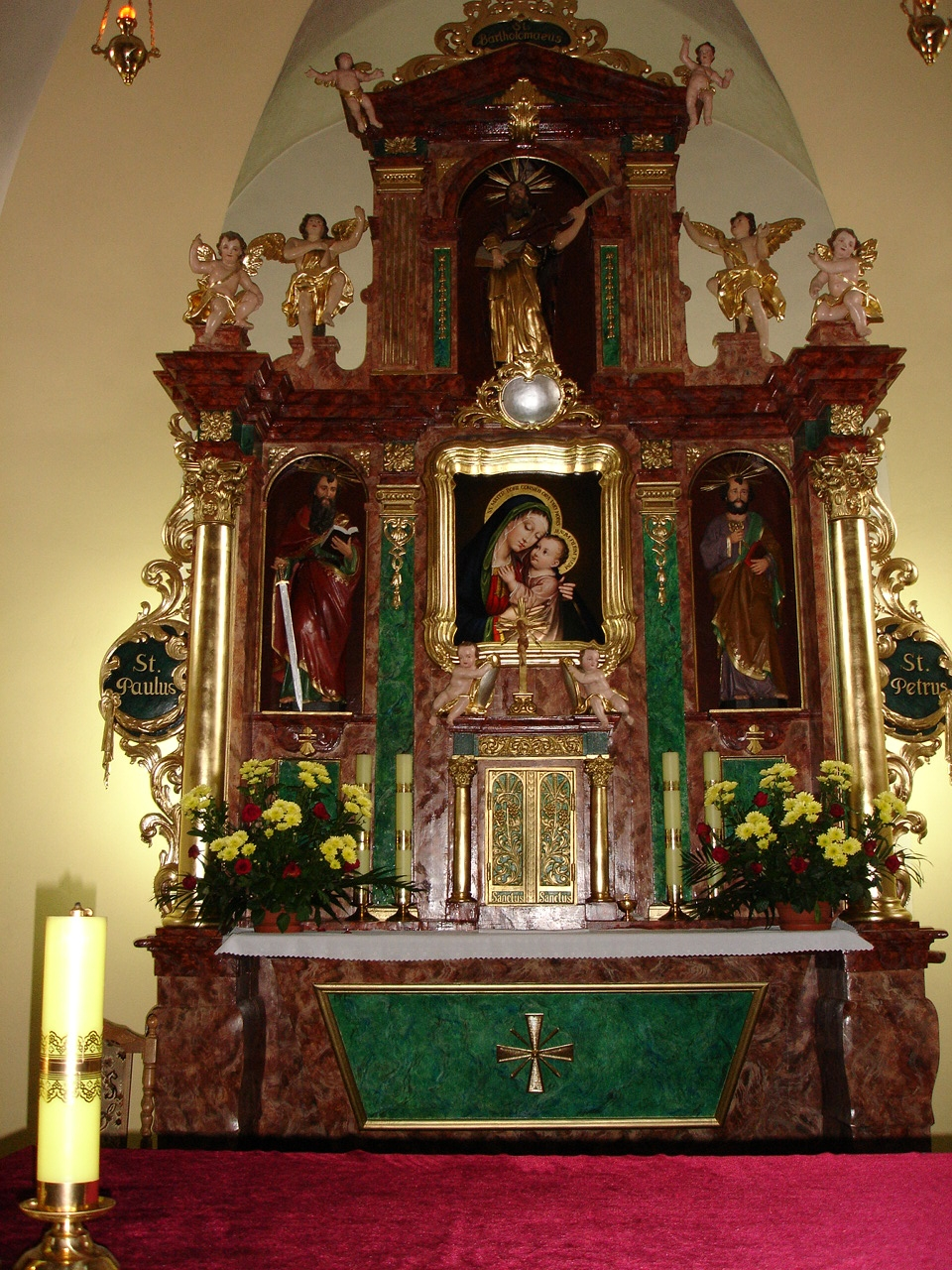
Czermna: Hauptaltar der Pfarrkirche St. Bartholomäus

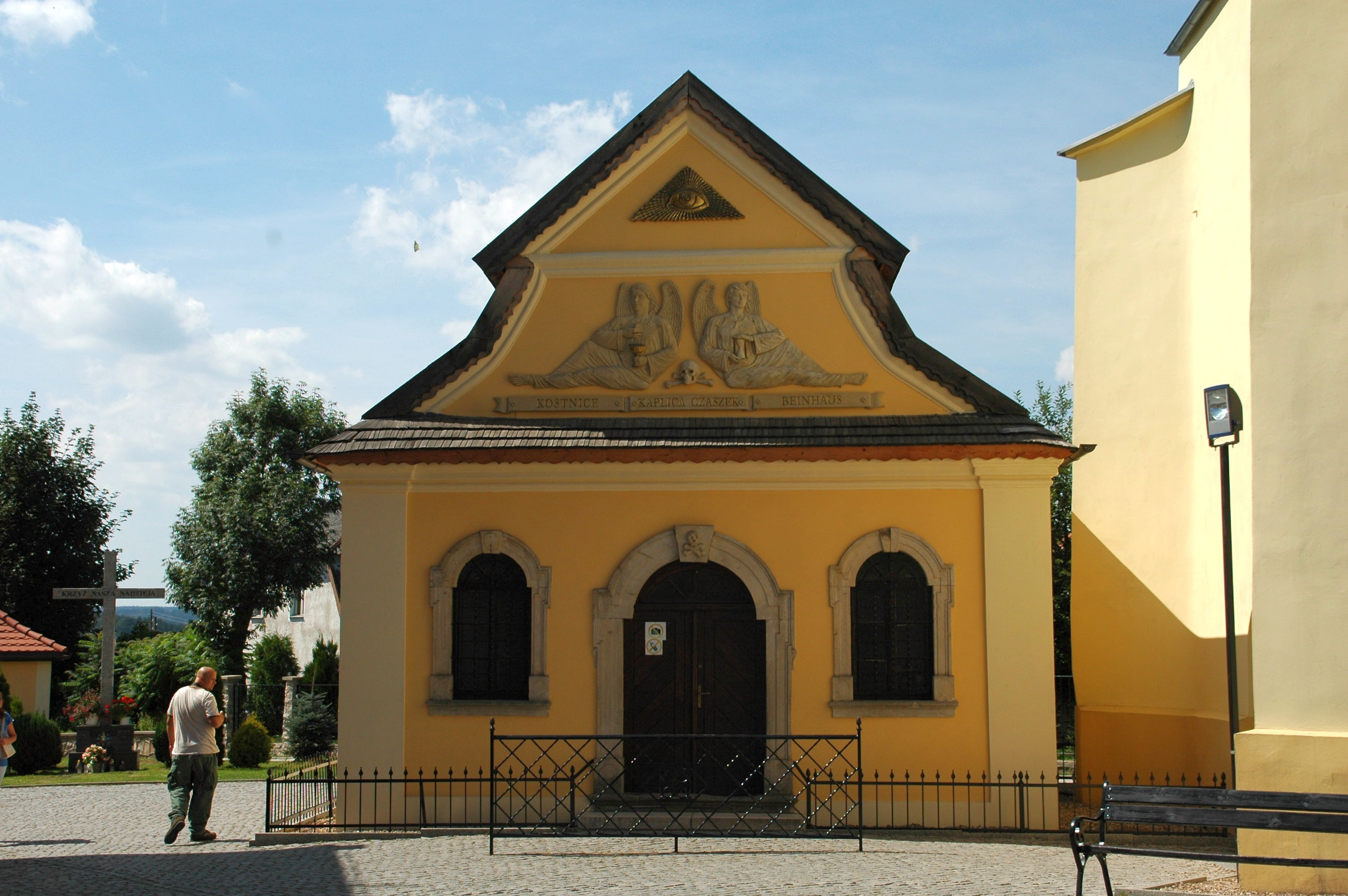
Die Schädelkapelle von Tscherbeney/Czermna

- Die Pfarrkirche St. Bartholomäus entstand im 14. Jahrhundert und wurde in den Hussitenkriegen zerstört. Der Wiederaufbau erfolgte im 16. Jahrhundert. In der 2. Hälfte des 18. Jahrhunderts erhielt sie ihre heutige barocke Gestalt. Die Ausstattung der Kirche wurde in der Folgezeit mehrmals erneuert und restauriert. 1888 erneuerte und staffierte der Münchner Architekt Joseph Elsner, der 1845 in dieser Kirche getauft worden war, den Hauptaltar.[14] Seitenaltäre und Kanzel schuf 1930 der Landecker Bildhauer Aloys Schmidt.
- Der frei stehende Glockenturm wurde 1603 als Wehrturm errichtet.
- Zwischen Kirche und Glockenturm befindet sich die viel besuchte Schädelkapelle. Sie wurde 1776 bis 1804 von Pfarrer Wenzel Tomaschek mit finanzieller Unterstützung des damaligen Patrons Graf Leopold von Leslie erbaut. Wände und Decke der Kapelle sind mit etwa 3000 gebleichten Totenschädeln und anderen Menschenknochen bedeckt. Weitere 20.000 Knochenteile liegen in der Gruft der Kapelle. Sie sollen aus Massengräbern der näheren Umgebung stammen, in denen die Opfer von Pest- und Choleraepidemien, aber auch von Gefallenen des Dreißigjährigen Krieges und der Schlesischen Kriege bestattet worden waren.
- Das klassizistische Pfarrhaus mit Mansarddach oberhalb der Kirche wurde Anfang des 19. Jahrhunderts errichtet.
- Im Oberdorf (ul. Kościuszki 101) kann in der Wohnstube eines typischen kleinen Hauses eine vier Meter lange mechanische Weihnachtskrippe besichtigt werden, die eine Nachbildung der Stadt Betlehem darstellt und mit 150 Figuren und 100 Schäfchen, die aus Lindenholz geschnitzt wurden, ausgestattet ist. Die Krippe wurde in den Wintermonaten zwischen 1896 und 1924 vom Landwirt und Weber Franz Stephan geschnitzt und ständig vervollkommnet.[15]
- In den Wintermonaten 1930–1938 baute Franz Stephan eine Orgel mit einem beachtenswerten Orgelgehäuse. Sie wurde mit 10 Registern für 270 Pfeifen ausgestattet und 1938 bei der Volkskunst- und Spielzeugausstellung der Bürgerhalle des Breslauer Rathauses ausgestellt. Sie ist noch immer bespielbar und kann ebenfalls besichtigt werden.
- Das Denkmal der drei Kulturen, das einen drei Pfeiler überspannenden Regenbogen darstellt, befindet sich seit 1999 im oberen Teil des Dorfes und erinnert in drei Sprachen an die tschechische, deutsche und ab 1945 polnische Geschichte des Ortes.

## Persönlichkeiten
- Gerhard Hirschfelder (1907–1942), 1932–1939 Kaplan in Tscherbeney, anschließend Jugendseelsorger der Grafschaft Glatz. Starb 1942 im KZ Dachau und wurde 2010 seliggesprochen.
- Gerhard Wietek (1923–2012), Kunsthistoriker und ehemaliger Landesmuseumsdirektor von Schleswig-Holstein